# Liste der Krater des Erdmondes/J
| Name          | Benannt nach               | Lage                        | Mittlerer Durchmesser (km) |
| ------------- | -------------------------- | --------------------------- | -------------------------- |
| J. Herschel   | John Herschel              | 62° 0′ 0″ N, 42° 0′ 0″ W    | 165                        |
| Jackson       | John Jackson               | 22° 24′ 0″ N, 163° 6′ 0″ W  | 71                         |
| Jacobi        | Karl Gustav Jacob Jacobi   | 56° 42′ 0″ S, 11° 24′ 0″ O  | 68                         |
| Jansen        | Zacharias Janssen          | 13° 30′ 0″ N, 28° 42′ 0″ O  | 23                         |
| Jansky        | Karl Jansky                | 8° 30′ 0″ N, 89° 30′ 0″ O   | 72                         |
| Janssen       | Pierre Jules César Janssen | 45° 24′ 0″ S, 40° 18′ 0″ O  | 199                        |
| Jarvis        | Gregory Bruce Jarvis       | 34° 54′ 0″ S, 148° 54′ 0″ W | 38                         |
| Jeans         | Sir James H. Jeans         | 55° 48′ 0″ S, 91° 24′ 0″ O  | 79                         |
| Jehan         | türkischer Frauenname      | 20° 42′ 0″ N, 31° 54′ 0″ W  | 5                          |
| Jenkins       | Louise Freeland Jenkins    | 0° 18′ 0″ N, 78° 6′ 0″ O    | 38                         |
| Jenner        | Edward Jenner              | 42° 6′ 0″ S, 95° 54′ 0″ O   | 71                         |
| Jerik         | skandinavischer Männername | 18° 30′ 0″ N, 27° 36′ 0″ O  | 1                          |
| Joliot        | Frédéric Joliot-Curie      | 25° 48′ 0″ N, 93° 6′ 0″ O   | 164                        |
| Jomo          | afrikanischer Männername   | 24° 24′ 0″ N, 2° 24′ 0″ O   | 7                          |
| José          | spanischer Männername      | 12° 42′ 0″ S, 1° 36′ 0″ W   | 2                          |
| Joule         | James Prescott Joule       | 27° 18′ 0″ N, 144° 12′ 0″ W | 96                         |
| Joy           | Alfred Harrison Joy        | 25° 0′ 0″ N, 6° 36′ 0″ O    | 5                          |
| Jules Verne   | Jules Verne                | 35° 0′ 0″ S, 147° 0′ 0″ O   | 143                        |
| Julienne      | französischer Frauenname   | 26° 0′ 0″ N, 3° 12′ 0″ O    | 2                          |
| Julius Caesar | Julius Caesar              | 9° 0′ 0″ N, 15° 24′ 0″ O    | 90                         |